# Camponotus guttatus
Camponotus guttatus är en myrart som beskrevs av Carlo Emery 1899. Camponotus guttatus ingår i släktet hästmyror, och familjen myror.

## Underarter
Arten delas in i följande underarter:
- C. g. guttatus
- C. g. minusculus